# Gabriel Beato Francisco
Gabriel Beato Francisco (Manilla, 18 maart 1850 – aldaar, 19 december 1935) was een Filipijns schrijver in het Tagalog.  

## Biografie
Gabriel Beato Francisco werd geboren 18 maart 1850 in Sampaloc in de Filipijnse hoofdstad Manilla. Hij was de oudste van vijf kinderen van Silvino Francisco en Augustina Ignacio. Francisco kreeg onderwijs aan een school op de lokale parochieschool en ging daarna na de Escuela de Artes y Oficios, een ambachtsschool. Hij was achttien toen zijn vader overleed en moest gaan werken als letterzetter voor drukkerij van de krant El Commercio. Later werkte hij voor de Revista Mercantil.
Francisco schreef vooral, veelal dikke, romans in het Tagalog. Daarnaast schreef hij ook wel gedichten. Zijn eerste roman Cababalaghan ni P. Bravo kan worden gezien als de eerste Tagalog roman die werd gepubliceerd. Omdat dit werk echter in delen verscheen in tijdschriften, werd dit niet als zodanig bekend. Francisco wordt wel genoemd als de schrijver die de historische roman introduceerde als genre in de Tagalog literatuur.
Francisco overleed in 1935 op 80-jarige leedtijd. Hij was getrouwd met Maria Ignacio en samen kregen ze acht kinderen, van wie er drie de volwassen leeftijd bereikten.